# Campanocolea fragmentissima
Campanocolea fragmentissima là một loài rêu tản trong họ Geocalycaceae. Loài này được (R.M. Schust.) R.M. Schust. miêu tả khoa học lần đầu tiên năm 1997.